# Miller Huggins
Miller James Huggins (Cincinnati, 27 marzo 1878 – New York, 25 settembre 1929) è stato un allenatore di baseball e giocatore di baseball statunitense di ruolo seconda base nella Major League Baseball (MLB). È stato introdotto nella National Baseball Hall of Fame nel 1964 per i suoi meriti come manager.

## Carriera
Huggins giocò come seconda base per i Cincinnati Reds (1904–1909) e i St. Louis Cardinals (1910–1916). Fu poi il manager dei Cardinals (1913–1917) e dei New York Yankees (1918–1929), incluse le squadre di questi ultimi soprannominate "Murderers' Row" negli anni venti che vinsero sei pennant dell'American League (AL) e tre titoli delle World Series.

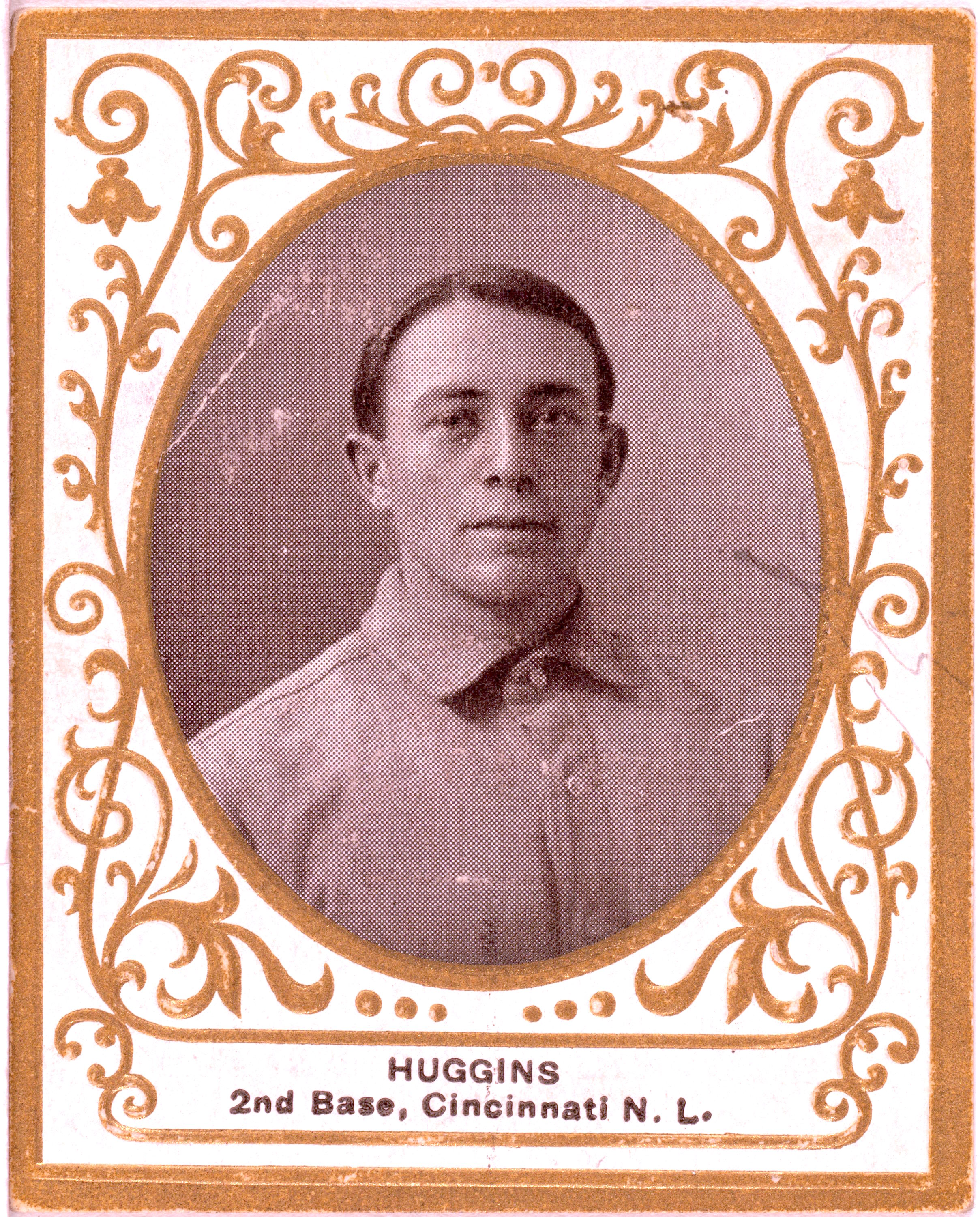
Huggins in una figurina del 1909

Huggins nacque a Cincinnati e si laureò in legge alla University of Cincinnati, dove fu anche il capitano della squadra di baseball dell'istituto. Alla carriera di avvocato, preferì quella nel baseball professionistico. Giocò come semi-professionista e nelle minor league baseball dal 1898 al 1903, quando firmò con i Reds.
Alla guida degli Yankees, Huggins continuò a cambiare i giocatori per mantenere la superiorità della squadra nell'American League. Nel 1921 portò il club a qualificarsi per le prime World Series della sua storia e due anni dopo al loro primo titolo. All'epoca, Huggins ebbe spesso dei diverbi con Babe Ruth, che non lo rispettava a causa della sua bassa statura e del suo temperamento tranquillo. Huggins arrivò anche a sospendere la sua stella ma anni dopo, Ruth ammise che era l'unico che riuscisse a tenerlo in riga.
Gli Yankees vinsero nuovamente l'AL nel 1927, con Huggins che pareggiò il record di Cap Anson con cinque pennant in sette stagioni. Quell'anno la squadra vinse un record di lega di 110 gare,, 19 in più della seconda classificata. La squadra batté poi i Pittsburgh Pirates per 4-0 nelle World Series, venendo considerata una delle migliori formazioni della storia del baseball. L'anno successivo la franchigia si confermò campione battendo i Cardinals per 4-0 nelle World Series 1928. Huggins scomparve il 25 settembre 1929 all'età di 51 anni per piemia. In segno di rispetto, l'American League cancellò tutte le gare del giorno successivo.

## Palmarès
- World Series: 3

New York Yankees: 1923, 1927, 1928